# Cinnamaat
Cinnamaat of cinnamylzuur is een zout of een ester van kaneelzuur.

## Zouten
Zouten van kaneelzuur met een alkalimetaal, bijvoorbeeld kaliumcinnamaat en natriumcinnamaat, zijn kristallijne poeders. Ze vinden toepassing als conserveermiddel in de voedings- en drankenindustrie en in cosmetica; ze zijn hiervoor vergelijkbaar met kaliumbenzoaat of natriumbenzoaat. Ze worden ook gebruikt als tussenproduct voor de synthese van andere stoffen.
Cinnamaatzouten worden ook gebruikt in geneesmiddelen. Het cinnamaatzout van een farmaceutisch actieve stof wordt in sommige gevallen beter getolereerd dan de vrije vorm van het actieve bestanddeel. Na opname van dergelijke prodrug komt de actieve stof vrij door hydrolyse van het zout. Een voorbeeld is het cinnamaatzout van salmeterol, een medicijn voor de behandeling van astma.

## Esters

Octylmethoxycinnamaat, een UV-absorberende stof

Esters van kaneelzuur worden gebruikt als parfumstoffen en als grondstoffen voor andere verbindingen. Het zijn stoffen die uit diverse planten kunnen geëxtraheerd worden. Ze worden ook synthetisch bereid.
Methylcinnamaat, de ester van kaneelzuur met methanol, heeft een geur van balsem en aardbeien. Deze ester komt in vele planten voor. De eucalyptussoort Eucalyptus olida heeft het hoogste gehalte aan methylcinnamaat. Ethylcinnamaat komt onder meer voor in Kaempferia galanga en is ook een aromastof in wijn.
Synthetische cinnamaatesters zoals octylmethoxycinnamaat (een ester van 4-methoxykaneelzuur) zijn bruikbaar als UV-filters in cosmetica en in zonnebrandcrème.